# Jagapura Wetan
Jagapura Wetan is een bestuurslaag in het regentschap Cirebon van de provincie West-Java, Indonesië. Jagapura Wetan telt 6111 inwoners (volkstelling 2010).